# Joel Przybilla
Joel Przybilla (Monticello, 10 de outubro de 1979) é um ex-jogador norte-americano de basquete profissional que atuou na  National Basketball Association (NBA). Foi o número 9 do Draft de 2000.